# Valerio Bacigalupo
Valerio Bacigalupo (Vado Ligure, 12 marzo 1924 – Superga, 4 maggio 1949) è stato un calciatore italiano, di ruolo portiere.
Deceduto nella tragedia di Superga, a lui sono intitolati lo stadio di Savona e quello di Taormina (ME), oltre che una squadra minore di Torino e una di Vasto (CH).

## Biografia
Valerio era l’ultimo tassello di una lunga stirpe di fratelli calciatori. Un fratello, Manlio, giocherà in Serie A ed affronterà pure il fratello minore. La famiglia era di Vado Ligure, e nella squadra locale tutti e sette i fratelli cominciano a muovere i primi passi sul campo. Avevano anche quattro sorelle. 
Faceva parte, insieme ai compagni di squadra Danilo Martelli e Mario Rigamonti, del celebre Trio Nizza, dal nome della via di Torino in cui dividevano l'appartamento.
Tre anni prima della tragedia di Superga era scampato alla morte in seguito a un incidente stradale nei pressi di Savona, dove perì invece l'amico che gli era accanto.
È stato sepolto nel cimitero di Bossarino a Vado Ligure, in provincia di Savona.

## Caratteristiche tecniche
Portiere molto dotato sul piano atletico, era specialista in interventi acrobatici e nel parare i calci di rigore.

## Carriera

### Club
Cresciuto nel Vado, nel 1941 disputò una partita amichevole con l'Entella allenata dal fratello Manlio ma venne scartato. Militò quindi nella Cairese e nel Savona, prima di venire ingaggiato dal Genova 1893, sodalizio con cui disputò il Campionato Alta Italia 1944, giungendo quinto nel girone della zona Piemonte-Liguria, e vinse la Coppa Città di Genova nel 1945.
Nell'immediato dopoguerra giocò alcuni incontri amichevoli tra le file del Vado.

Un primo piano di Bacigalupo

Approdò nel 1945 al Torino a 21 anni, prelevato dal Savona per 160.000 lire dal presidente Ferruccio Novo che lo aveva notato durante una gara tra Rappresentativa Ligure e Rappresentativa Piemontese (terminata 1-0) insieme a un giovane terzino spezzino: Sauro Tomà. Fu il fratello Manlio, anche lui portiere, a convincerlo ad accettare il trasferimento.
Esordì in granata il 14 ottobre 1945 alla prima giornata di campionato in un derby perso contro la Juventus, subendo una rete su rigore da Silvio Piola. Giocò da titolare tutta la stagione che culminò con la vittoria dello scudetto.
La stagione successiva subì una distorsione al polso durante il match Roma-Torino (1-3) che lo tenne lontano dai campi alcuni mesi ma non gli impedì di partecipare alla conquista del 4º titolo della storia del Toro.

### Nazionale
Esordì in maglia azzurra in un'amichevole contro la Cecoslovacchia, disputatasi a Bari il 14 dicembre 1947 e terminata 3-1 per l'Italia. Fu titolare nella storica vittoria sulla Spagna per 3-1, disputatasi il 27 marzo 1949 a Madrid, poco più di un mese prima della tragedia di Superga: per gli azzurri si trattò della prima vittoria in assoluto in casa degli iberici, mentre per Bacigalupo, che nell'occasione parò un rigore, fu l'ultima partita in nazionale.

## Statistiche

### Cronologia presenze e reti in nazionale
| Cronologia completa delle presenze e delle reti in nazionale ― Italia | Cronologia completa delle presenze e delle reti in nazionale ― Italia | Cronologia completa delle presenze e delle reti in nazionale ― Italia | Cronologia completa delle presenze e delle reti in nazionale ― Italia | Cronologia completa delle presenze e delle reti in nazionale ― Italia | Cronologia completa delle presenze e delle reti in nazionale ― Italia | Cronologia completa delle presenze e delle reti in nazionale ― Italia | Cronologia completa delle presenze e delle reti in nazionale ― Italia |
| Data                                                                  | Città                                                                 | In casa                                                               | Risultato                                                             | Ospiti                                                                | Competizione                                                          | Reti                                                                  | Note                                                                  |
| --------------------------------------------------------------------- | --------------------------------------------------------------------- | --------------------------------------------------------------------- | --------------------------------------------------------------------- | --------------------------------------------------------------------- | --------------------------------------------------------------------- | --------------------------------------------------------------------- | --------------------------------------------------------------------- |
| 14-12-1947                                                            | Bari                                                                  | Italia                                                                | 3 – 1                                                                 | Cecoslovacchia                                                        | Amichevole                                                            | -1                                                                    |                                                                       |
| 4-4-1948                                                              | Parigi                                                                | Francia                                                               | 1 – 3                                                                 | Italia                                                                | Amichevole                                                            | -1                                                                    |                                                                       |
| 16-5-1948                                                             | Torino                                                                | Italia                                                                | 0 – 4                                                                 | Inghilterra                                                           | Amichevole                                                            | -4                                                                    |                                                                       |
| 27-2-1949                                                             | Genova                                                                | Italia                                                                | 4 – 1                                                                 | Portogallo                                                            | Amichevole                                                            | -1                                                                    |                                                                       |
| 27-3-1949                                                             | Madrid                                                                | Spagna                                                                | 1 – 3                                                                 | Italia                                                                | Amichevole                                                            | -1                                                                    |                                                                       |
| Totale                                                                |                                                                       | Presenze                                                              | 5                                                                     |                                                                       | Reti                                                                  | -8                                                                    |                                                                       |

## Palmarès

### Club

#### Competizioni nazionali
- Campionato italiano: 4

Torino: 1945-1946, 1946-1947, 1947-1948, 1948-1949

#### Competizioni regionali
- Coppa Città di Genova: 1

Genova 1893: 1945